# Баринов, Михаил Васильевич
Михаил Васильевич Баринов (2 [14] октября 1888, село Дурново, Саратовская губерния — 26 ноября 1937, Москва) — советский нефтяник, в 1933—1937 начальник Главнефти. В 1931 г. награждён орденом Ленина — в то время высшей наградой СССР.

## Биография
Родился 2 (14) октября 1888 года в селе Дурново Саратовской губернии в семье рабочего, вскоре переехавшей в Баку. Член РСДРП с 1904 года. Окончил Бакинское техническое училище (1910).
В 1911—1918 зав. мастерскими ремесленного училища в Батуми, зав. ремесленным училищем в Поти. В 1918—1921 зав. отделом народного образования в Тихорецке и председатель Союза работников просвещения Северного Кавказа.
В 1921 г. вернулся в Баку. В 1922—1926 помощник заведующего первой группой заводов, первый зам. председателя Азнефтекомитета, в 1926—1933 управляющий (начальник) объединения «Азнефть». В 1928—1929 ректор Азербайджанского политехнического института.
В 1925 году в связи с пятилетием национализации азербайджанской нефтяной промышленности А. П. Серебровский, М. В. Баринов, Ф. А. Рустамбеков и другие работники «Азнефти» были награждены орденами Трудового Красного Знамени.
В связи с тем, что нефтяники Баку обеспечили досрочное выполнение заданий первой пятилетки (за 2,5 года), в марте 1931 года Президиум ЦИК СССР наградил орденами Ленина группу работников «Азнефти» во главе с М. В. Бариновым.
В 1933—1937 начальник Главнефти, член коллегии Наркомтяжпрома. 26 января—10 февраля 1934 года делегат XVII съезда ВКП(б).

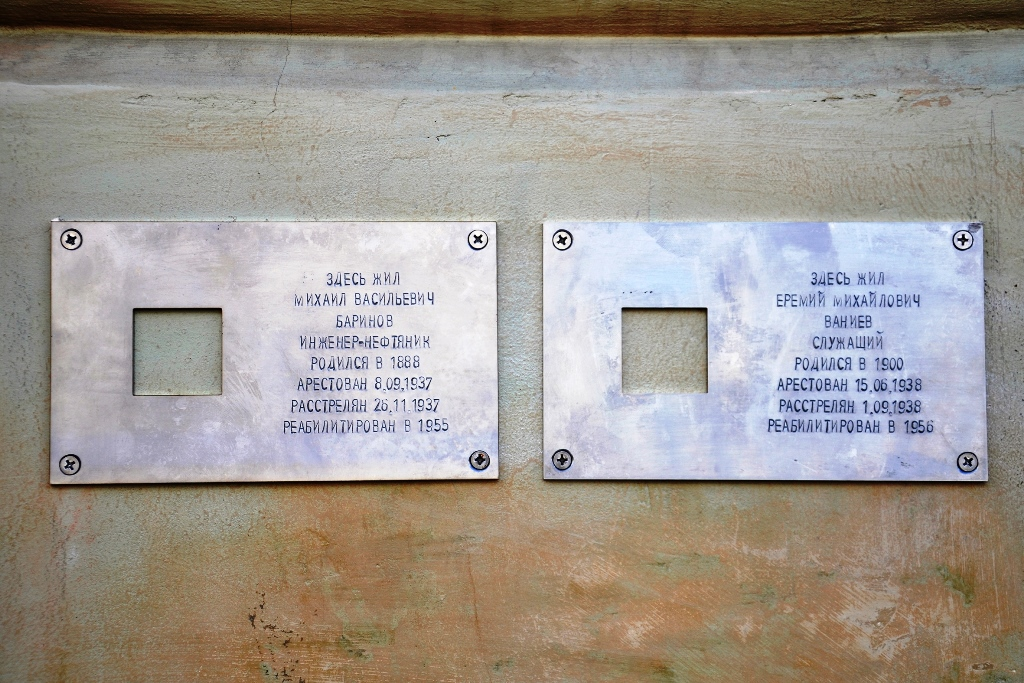
Последний адрес на доме, в котором жил Михаил Баринов

Арестован 17 сентября 1937 года и вскоре расстрелян. Место расстрела: Москва, Донское кладбище.

## Семья
Жена — Зинаида Феофановна, урожденная Лехницкая, солистка Бакинской оперы.
Сын — Марк Михайлович Баринов (6 января 1925 — 13 декабря 1984), морской офицер, яхтсмен, журналист, путешественник, литератор — автор повести Вилла «Эдит», с 1983 года — директор Государственного музея А. С. Пушкина в Москве.